# ترابری در شیراز

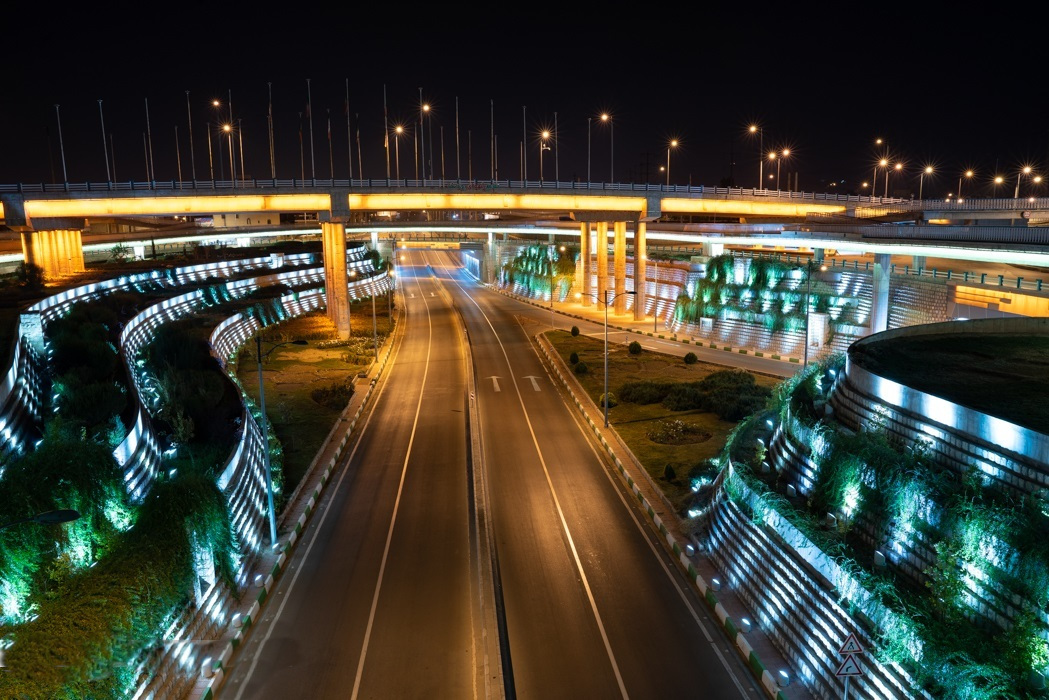
تقاطع غیرهمسطح شهدای پودنک در شیراز

منطقه کلانشهر شیراز یک قطب حمل و نقل در ایران است. شبکهٔ حمل و نقل شیراز شامل فرودگاه بین‌المللی، راه‌آهن، قطار شهری و سامانه‌های اتوبوسرانی و تاکسیرانی است. یک شبکه بزرگراهی درون‌شهری به طول ۱۶۰ کیلومتر نیز در شهر وجود دارد.

## ترابری درون‌شهری

### اتوبوس

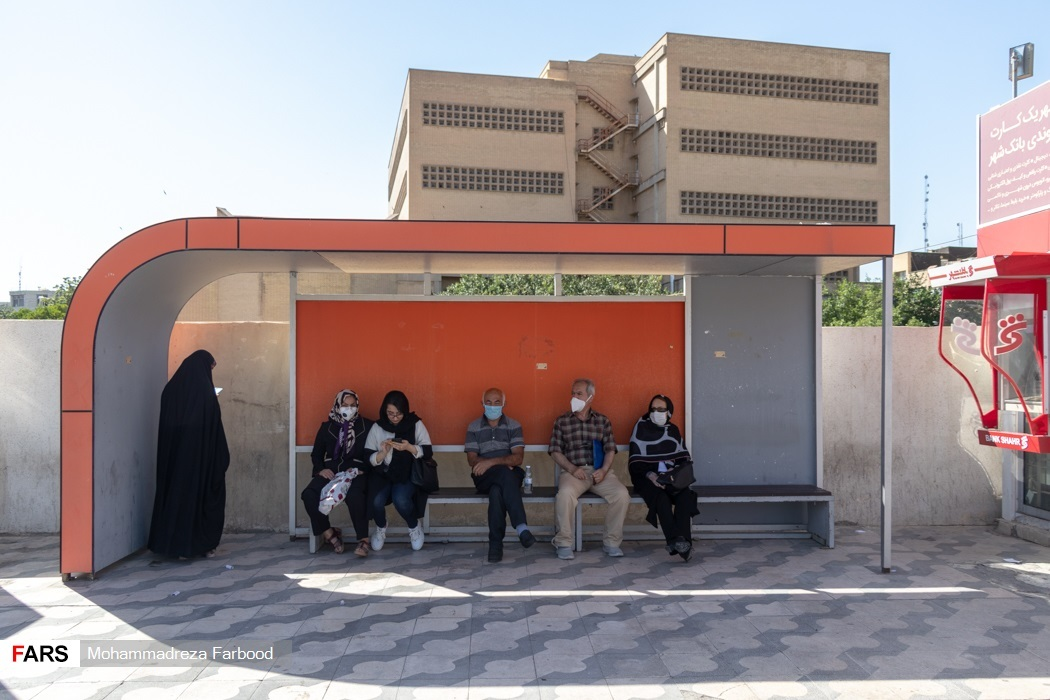
یک ایستگاه اتوبوس در شیراز

شیراز از اولین شهرهای ایران است که دارای شرکت واحد اتوبوسرانی درون‌شهری شده‌است. سازمان اتوبوسرانی شیراز و حومه در سال ۱۳۴۵ خورشیدی تأسیس گردید. در آن سال ۱۰ دستگاه اتوبوس به صورت نقد و اقساط از شرکت «ایران ناسیونال» خریداری شد و تعداد ۱۰ تن راننده، ۴۰ تن کمک راننده، ۵۰ تن بلیت‌فروش و ۱۰ تن تعمیر کار و بازرس، کارکنان شرکت واحد بودند. حقوق روزانهٔ هر راننده به‌صورت تمام وقت (۶ صبح تا ۱۰ پس ازظهر) مبلغ ۱۶۰ ریال و هر تن کمک راننده و بلیت‌فروش ۸۳ ریال تعیین شده‌بود. با اتوبوس‌های خریداری شده، خط‌های یک، دو و سه راه‌اندازی شدند که این امر با استقبال مردم روبه‌رو گردید. از ابتدای سال ۱۳۸۰ خورشیدی، سازمان اتوبوسرانی شیراز در امر واگذاری اتوبوس‌ها به بخش خصوصی اقدام نموده‌است؛ به‌طوری‌که هم‌اکنون بیش از ۹۰ درصد از این ناوگان به بخش خصوصی واگذار گردیده‌است.

### قطار شهری
متروی شیراز به عنوان سومین سامانه قطار شهری در ایران پس از مترو تهران و مترو مشهد شناخته می‌شود. شبکه و خطوط مترو شیراز پس از خطوط مترو تهران دومین خطوط بزرگ مترو در کشور را دارا است و پس از تکمیل، در افق بلند مدت قرار است سالانه بیش از دویست میلیون سفر را پشتیبانی کند.
عملیات ساخت خط ۱ متروی شیراز در سال ۱۳۸۱ از غرب شیراز (میدان احسان) آغاز گردید. فاز اول این خط در تاریخ ۲۰ مهر ۱۳۹۳ و فاز دوم آن در تاریخ ۳۱ مرداد ۱۳۹۶ افتتاح شد و این خط هم‌اکنون به صورت کامل از میدان احسان تا میدان الله (گلسرخ) در مجاورت فرودگاه شهید دستغیب شیراز فعال است. عملیات ساخت خط ۲ متروی شیراز در سال ۱۳۹۰ آغاز گردید. فاز یک خط ۲ در سه ایستگاه قهرمانان، امیرکبیر و امام حسین در ۱۹ بهمن ۱۴۰۱ به بهره‌برداری رسید. و در ادامه ایستگاه‌های شهدای عادل‌آباد، دولت و رحمت نیز در سال ۱۴۰۲ افتتاح شدند. عملیات اجرایی و ساخت خط‌های ۳ و خط ۴ نیز آغاز شده‌است.
| خطوط    | مسیرها                 | سال آغاز ساخت | سال افتتاح | طول (km) | تعداد کل ایستگاه‌ها | نوع      | وضعیت           |
| ------- | ---------------------- | ------------- | ---------- | -------- | ------------------ | -------- | --------------- |
| ۱       | احسان - فرودگاه        | ۱۳۸۱          | ۱۳۹۳       | ۲۴٫۵     | ۲۰                 | قطارشهری | ۲۰ ایستگاه فعال |
| ۲       | میانرود - کلبه سعدی    | ۱۳۹۰          | ۱۴۰۱       | ۱۵٫۱     | ۱۳                 | قطارشهری | ۶ ایستگاه فعال  |
| ۳       | پل معالی‌آباد -شهر صدرا | ۱۳۹۹          | نامعلوم    | ۱۱٫۷     | ۱۰                 | قطارشهری | در حال ساخت     |
| ۴       | احسان - بلوار مدرس     | ۱۴۰۲          | نامعلوم    | ۱۷       | ۱۷                 | قطارشهری | در حال ساخت     |
| ۵       | کوشک میدان -سعدیه      | نامعلوم       | نامعلوم    | ۱۰       | ۹                  | قطارشهری | در حال مطالعه   |
| ۶       | زرگری-پل غدیر          | نامعلوم       | نامعلوم    | ۱۵       | ۱۴                 | قطارشهری | در حال مطالعه   |
| کل خطوط | کل خطوط                | ۱۳۸۳          | نامعلوم    | ۹۳٫۳     | ۸۱                 | قطارشهری | ۲۵ ایستگاه فعال |

### تاکسی

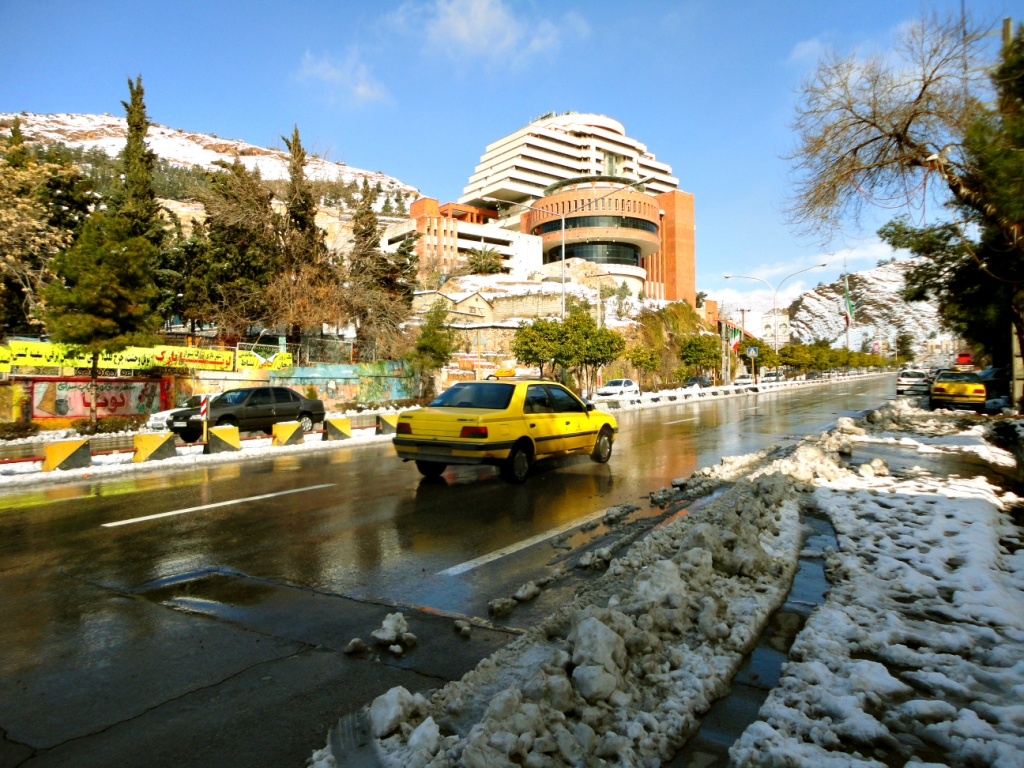
یک تاکسی در شیراز

شیراز دارای بیش از ۱۲٬۰۰۰ تاکسی از انواع مختلف است که بخش بزرگی از حمل و نقل مسافرین درون‌شهری این شهر را برعهده دارد. این رقم براساس سهم سفر در شهر شیراز ۱٬۸۴ و جمعیت ۲ میلیون تنی نزدیک به ۴۰ درصد از سفرهای درون‌شهری را عهده‌دار است.
انواع مختلف تاکسی که در شیراز فعالند عبارتند از: تاکسی درون‌شهری (زرد، سبز و سفید)، تاکسی موقت، تاکسی تلفنی، تاکسی سرویس مدارس، تاکسی فرودگاه، تاکسی ترمینال، تاکسی خطوط ویژه و تاکسی بی‌سیم. البته سواری‌های مسافربر شخصی نیز اقدام به جابه‌جایی مسافر می‌کنند که به‌دلیل استفاده از سهمیهٔ سوخت مربوط به آن، بخش بزرگی از آن‌ها شناسایی شده و تحت نظارت سازمان تاکسیرانی قرار گرفته‌اند.

### تراموا
پروژه احداث یک خط تراموا به طول ۱۰ کیلومتر در اردیبهشت ۱۳۹۹ با اعتبار بیش از دو هزار میلیارد تومان کلید خورد. این خط از شاهزاده قاسم آغاز و پس از گذر از حرم شاهچراغ، مجموعه زندیه (فلکه شهرداری)، دروازه اصفهان و آرامگاه حافظ به پایانه آرامگاه سعدی می‌رسید. بنا بود فاز نخست این پروژه از شاهزاده قاسم تا دروازه اصفهان یک سال بعد و در سال ۱۴۰۰ افتتاح شود. در مرداد ۱۴۰۰ اعلام شد این پروژه به علت عدم تصویب در شورای حمل و نقل کشور متوقف شده‌است.

## ترابری برون‌شهری

### فرودگاه

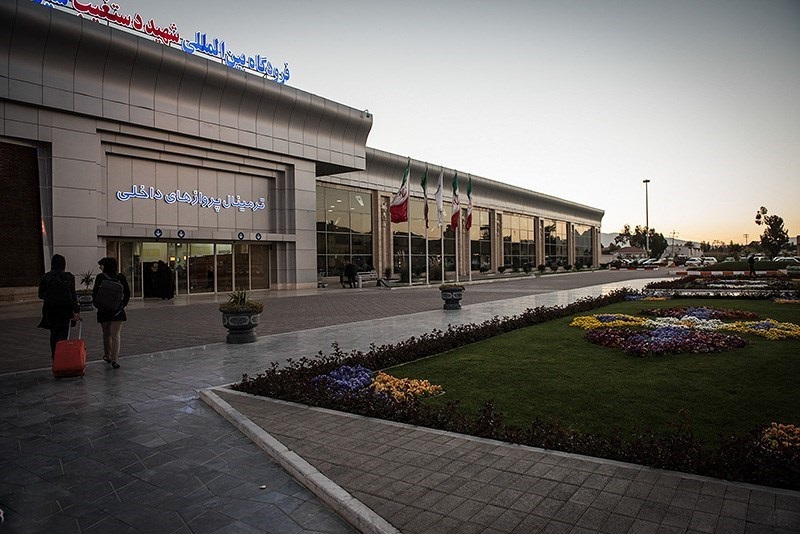
فرودگاه شیراز

شیراز دومین شهر ایران پس از تهران بود که دارای فرودگاه بین‌المللی شد. این فرودگاه در دوران سلطنت محمدرضا شاه پهلوی با نام فرودگاه بین‌المللی شیراز تأسیس شد که پس از پیروزی انقلاب اسلامی به‌نام «فرودگاه بین‌المللی شهید دستغیب» تغییر نام داد. فرودگاه شیراز پس از فرودگاه امام خمینی مجهزترین فرودگاه در سطح کشور محسوب می‌گردد. در حال حاضر فرودگاه بین‌المللی شهید دستغیب شیراز با دارابودن دستگاه‌های کمک ناوبری مدرن و کارآمد از قبیل دستگاه رادار PSR-SSR که یکی از پیشرفته‌ترین رادارهای دنیا است و همچنین دستگاه‌های NDB - DME - DVOR و ILS یکی از فرودگاه‌های ایمن و مجهز در سطح کشور بوده و پذیرای تمامی تایپ‌های پروازی است و به لحاظ سیستم‌های هواشناسی، ارتباطی و رادیویی از تجهیزات پیشرفته و قابل اطمینان برخوردار است. فرودگاه شیراز در اسفندماه سال ۱۳۸۹ خورشیدی به جمع چهار فرودگاه خودگردان کشور پیوست.
پرواز خارجی این فرودگاه عبارتست از: مالزی، ترکیه، عراق، سوریه، قطر، امارات متحده عربی (دبی، ابوظبی و شارجه)، کویت، بحرین، عربستان، روسیه، پاکستان، مصر و سودان.
پروازهای داخلی این فرودگاه شامل پروازهای تهران، مشهد، اصفهان، تبریز، اهواز، آبادان، بوشهر، بندرعباس، ساری، لارستان، لامرد، چابهار، کرمان، کیش، لاوان، قشم، سیری، ماهشهر، جزیره خارگ، عسلویه، بهرگان و رشت است.
شرکت‌های هواپیمایی جمهوری اسلامی ایران (هما)، آسمان، ایران ایرتور، کیش‌ایر، ماهان، کاسپین، فارس ایر قشم، نفت، زاگرس، تابان، ارم ایر، گلف ایر، ترکیش ایرویز، سعودی‌ایر، ایرعربیا و به صورت موردی شرکت‌های هواپیمائی دیگر از فرودگاه شیراز جهت نشست و برخاست استفاده می‌کنند.
ظرفیت پذیرش مسافر این فرودگاه، ۴ میلیون نفر در سال است که با اتمام طرح توسعهٔ آن، به ۱۰ میلیون مسافر در سال افزایش خواهد یافت.

### راه‌آهن

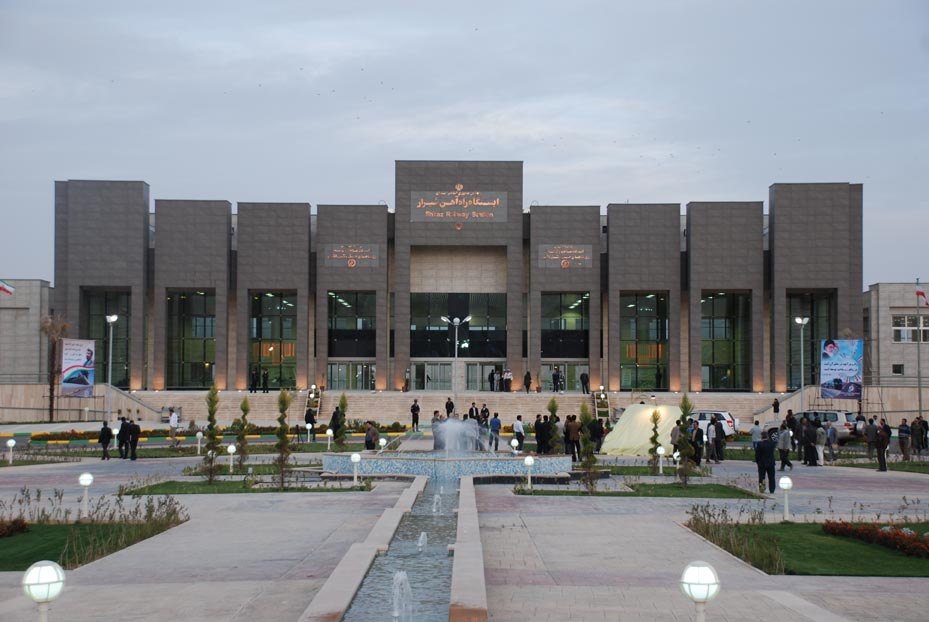
ایستگاه راه‌آهن شیراز

خبر افتتاح راه‌آهن شیراز اصفهان در ۱۳ خرداد سال ۱۳۸۸ خورشیدی توسط رسانه‌های خبری منتشر شد.
مدت کوتاهی پس از افتتاح این راه‌آهن معلوم شد که این راه‌آهن به صورت نیمه‌تمام و ناقص اجرا شده و با عبور اولین قطار از روی آن بسیاری از ریل‌ها در هم شکسته‌اند. از آن زمان تا شهریورماه سال ۱۳۹۰ خورشیدی، به علت آماده نبودن ایستگاه راه‌آهن شیراز شیراز برای سوار و پیاده کردن مسافران از ایستگاه موقتی در شهر جدید صدرا استفاده می‌شد. ایستگاه راه‌آهن شیراز شیراز که اکنون یکی از بهترین ایستگاه‌های راه‌آهن کشور محسوب می‌شود در مهرماه سال ۱۳۹۰ خورشیدی به بهره‌برداری کامل رسید و از آن زمان تمامی قطارها از ایستگاه اصلی حرکت می‌کنند.
هم‌اکنون مسیرهای ریلی شیراز - نی ریز - گل گهر، شیراز - بوشهر - عسلویه و همچنین شیراز - جهرم - لار - بندرعباس در دست ساخت است.

### پایانه‌های مسافربری
چهار باب پایانهٔ مسافربری برون‌شهری در نزدیکی به ابتدای ۴ محور اصلی خروجی شهر قرار دارند. شهرداری شیراز در سال ۱۳۶۳ خورشیدی اولین پایانهٔ متمرکز خود را با نام «پایانهٔ شهید کاراندیش» مطالعه، طراحی و به اجرا درآورد که در دی‌ماه ۱۳۶۶ خورشیدی به بهره‌برداری رسید. «پایانهٔ شهید مدرس» در شرق شیراز و «پایانهٔ امیرکبیر» در جنوب غرب این شهر نیز پس از احداث و تجهیز در اردیبهشت‌ماه ۱۳۷۵ خورشیدی، به‌طور هم‌زمان به بهره‌برداری رسیدند. همچنین «پایانهٔ غیرمتمرکز سپیدان» جهت سرویس‌دهی به بخش‌های شمال غربی شهر شیراز از سال ۱۳۷۵ خورشیدی شروع به فعالیت کرده‌است.

## بزرگراه‌ها

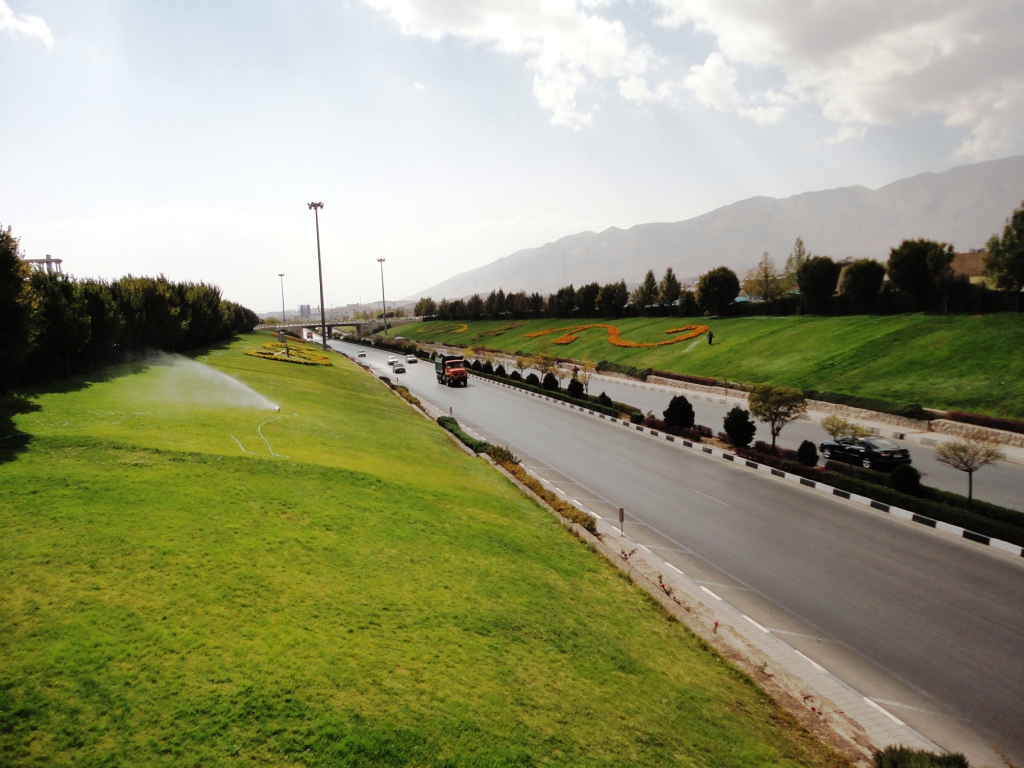
بزرگراه دکتر حسابی

شیراز بعد از تهران با ۱۶ بزرگراه دومین شهر ایران از لحاظ تعداد بزرگراه‌ها است. کلانشهر شیراز حدود ۱۶۰ کیلومتر بزرگراه درون‌شهری دارد. در زیر به موقعیت جغرافیایی بزرگراه‌های شهر اشاره شده‌است:

### شرقی-غربی
- بزرگراه رحمت
- بزرگراه شهید استوار
- بزرگراه سرداران
- کنارگذر شمال شرقی
- بزرگراه حسینی الهاشمی
- بزرگراه خلیج فارس
- بزرگراه مهندسین
- بزرگراه ابو علی سینا (در دست ساخت)
- بزرگراه قره پیری (در دست ساخت)
- بزرگراه گلبهار (در دست ساخت)

### شمالی-جنوبی
- بزرگراه کمربندی
- بزرگراه محلاتی
- بزرگراه دکتر حسابی
- بزرگراه کوهسار
- کنارگذر رودخانه خشک
- بزرگراه علوی

## ترافیک

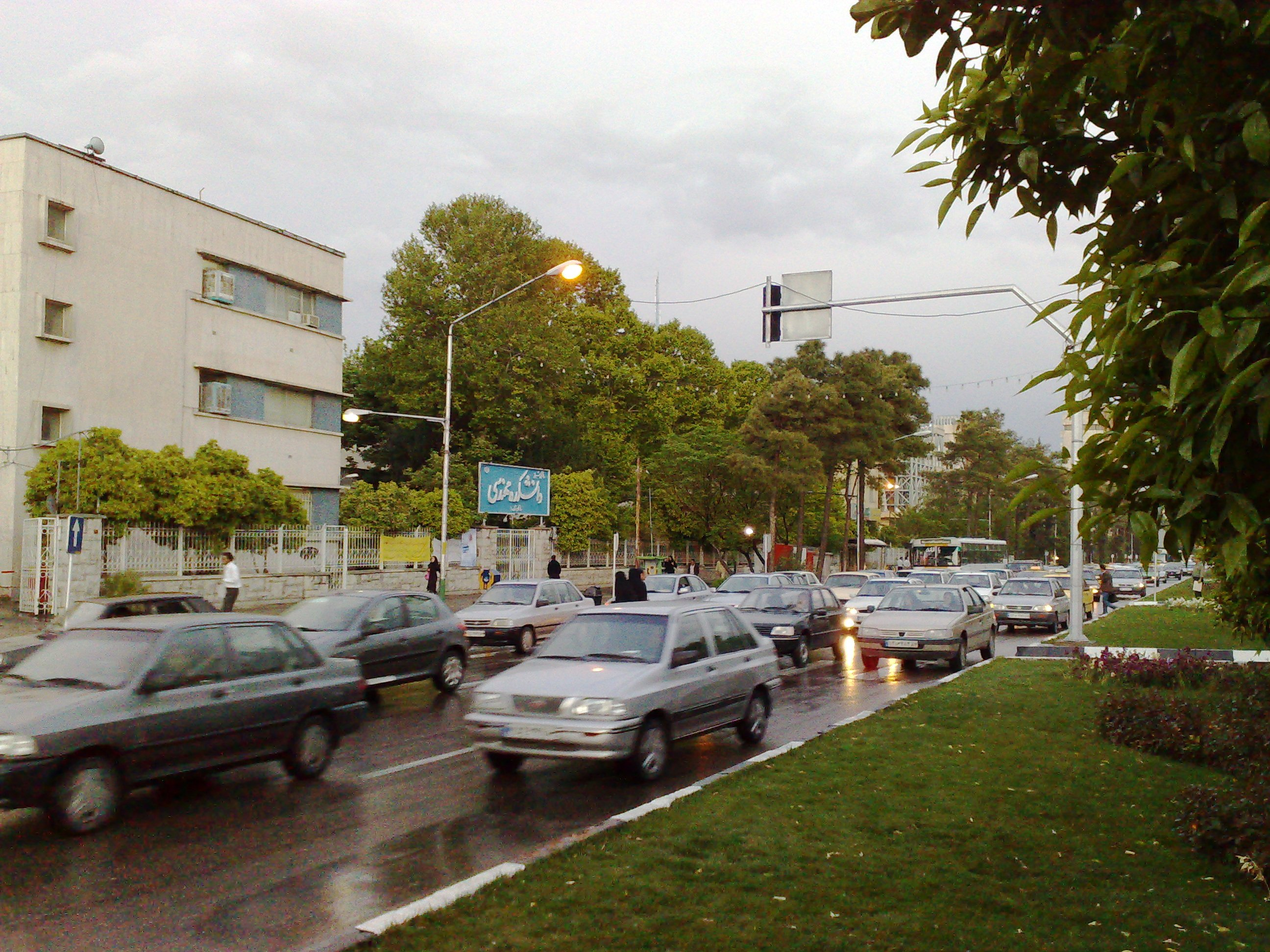
ترافیک در خیابان زند

شیراز با وجود گسترده شدن جغرافیای شهرنشینی‌اش همچنان با مشکل ترافیک روبروست. این وضعیت محدود به مرکز شهر نیست و تقریبا در اغلب خیابان‌های شهر از بلوار مدرس و میدان ولیعصر در جنوبی‌ترین نقطه شیراز گرفته تا بلوار صنایع و بزرگراه صدرا در شمال غربی شیراز موجود است. محدوده طرح زوج و فرد ترافیک در شیراز تاکنون در چندین مقطع اجرایی شده‌است.
حضور غیر ضروری در مراکز پرتردد شهری، بی‌رغبتی به استفاده از ناوگان حمل و نقل عمومی در کنار استاندارد نبودن خیابان‌ها و کاهش ظرفیت پارکینگ‌ها، کمبود زیرساخت‌های ترابری و فراوانی خودرو، عرض کم خیابان‌ها به ویژه در مناطق مرکزی و بافت قدیمی، عدم تناسب ظرفیت و پهنای معابر به ویژه در محورهایی چون معالی‌آباد و عفیف‌آباد که میزبان مراکز تجاری و تفریحی است، تمرکز مراکز پزشکی ودرمانی در مرکز شهر به ویژه خیابان زند، اشکالات هندسی بسیاری از معابر، عدم توجه کامل شهروندان و رانندگان به مقررات، ورود حجم زیادی از سفرهای روزانه از اطراف شیراز به ویژه شهرستان‌های همجوار از جمله دلایل تشدید وضعیت فعلی است.